# Planetella rosenhaueri
Planetella rosenhaueri är en tvåvingeart som först beskrevs av Ewald Rübsaamen 1892.  Planetella rosenhaueri ingår i släktet Planetella och familjen gallmyggor. Inga underarter finns listade i Catalogue of Life.